# Kot egejski
Koty egejskie (gr.: γάτα του Αιγαίου) – naturalnie występująca rasa kota pochodząca z greckich Cyklad. Rozwój tej rasy rozpoczęto się na początku lat 90. przez greckich hodowców. Rasa jest uważana za jedyną naturalną grecką rasę kotów, obecnie występującą powszechnie w Grecji.